# Castelo de Aberuchill

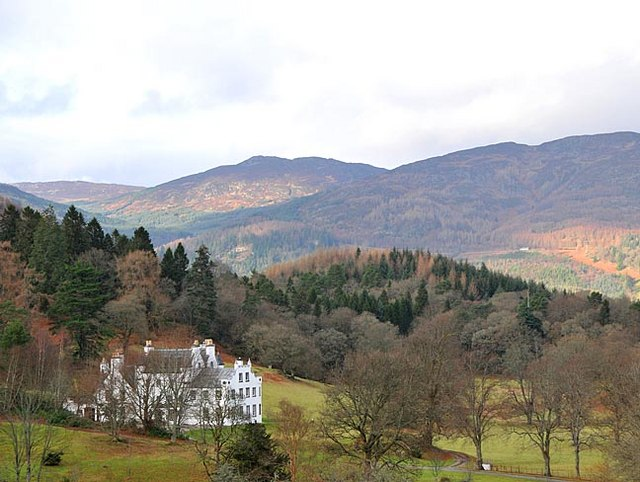
Castelo de Aberuchill, Escócia.

O Castelo de Aberuchill (em língua inglesa Aberuchill Castle) é um castelo localizado em Comrie, Perthshire, Escócia.
Todo o edifício está protegido na categoria A do listed building, enquanto o terreno está incluído no Inventory of Gardens and Designed Landscapes in Scotland.